# Brückenmühle (Weißenfels)

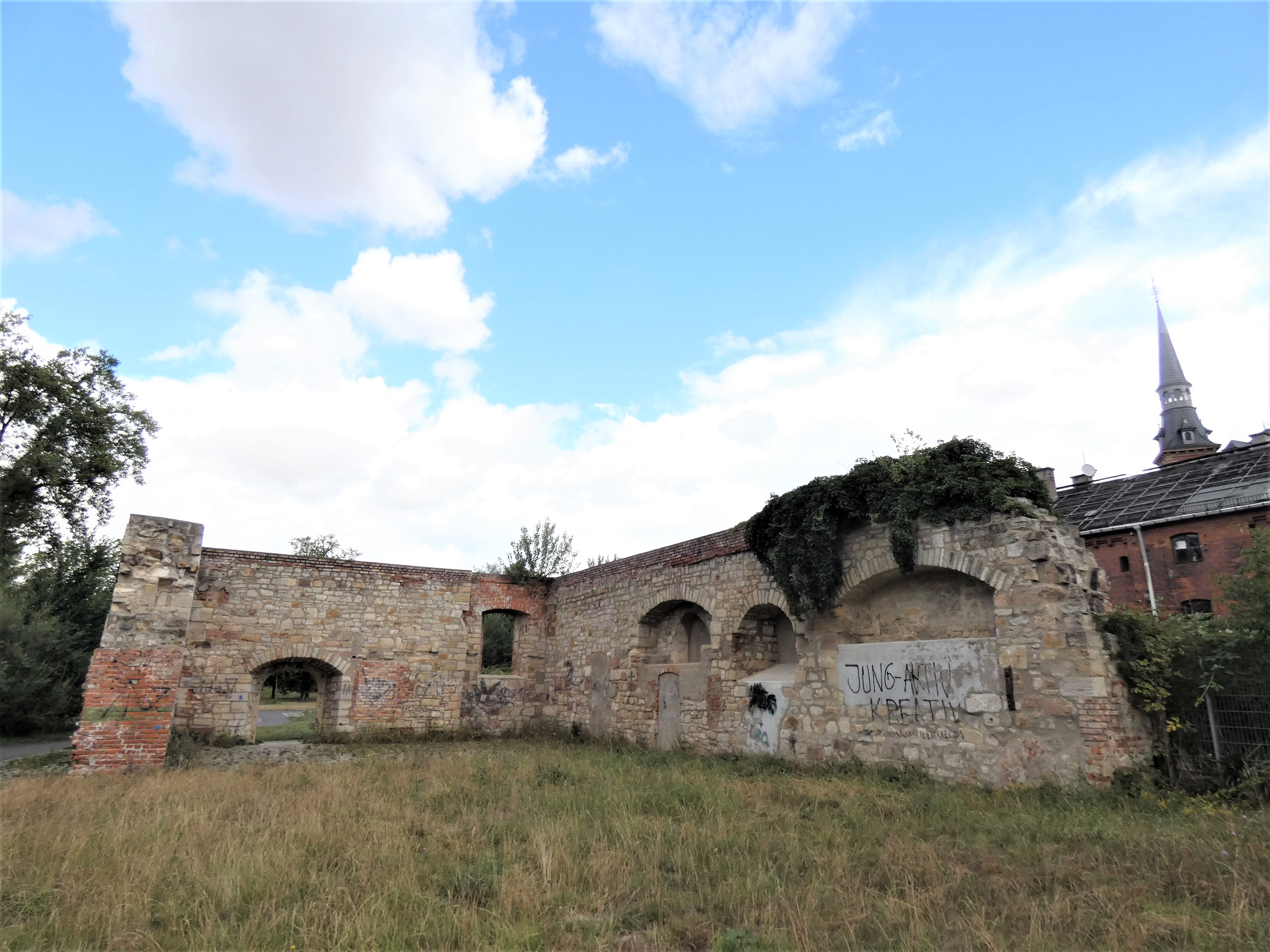
Ruinen der Brückenmühle

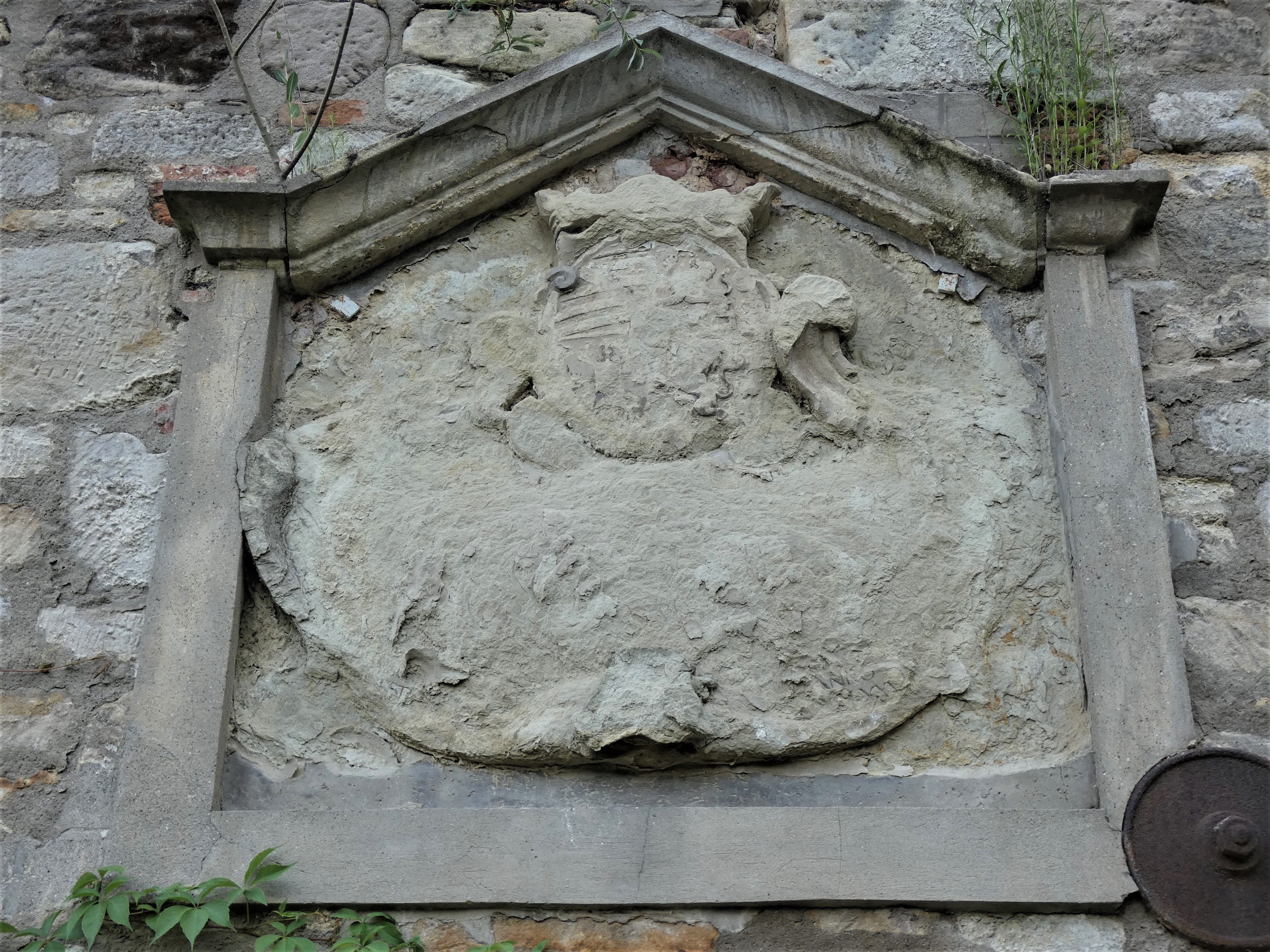
Wappenstein

Die Brückenmühle ist die denkmalgeschützte Ruine einer Industriemühle in der Stadt Weißenfels in Sachsen-Anhalt. Im örtlichen Denkmalverzeichnis ist das Gebäude unter der Erfassungsnummer 094 16288 als Baudenkmal verzeichnet.

## Allgemeines
In früheren Zeiten standen an beiden Seiten der Saale viele Mühlen. Von der Brückenmühle sind nur noch einige Ruinen erhalten geblieben. Dass das Gelände ein Standort für eine Mühle war, lässt sich bis ins Jahr 1289 zurückverfolgen.

## Geschichte
Am Ort der Brückenmühle befand sich im Jahr 1289 die Mühle zu Podelitz. Diese Mühle befand sich vor 1289 im Besitz des Erzbistums Magdeburg und gelangte in diesem Jahr in den Besitz des Klosters Beuditz. Nach der Reformation gelangte die Mühle in den Besitz der Wettiner. Ein Neubau der Brückenmühle soll kurz vor dem Jahr 1551 durch den späteren Kurfürsten August von Sachsen erfolgt sein. In den Jahren 1592 und 1593 wurde das Hauptgebäude erhöht. Das hintere Mühlhaus wurde abgerissen und durch einen Neubau ersetzt. Nach 1875 gehörte die Brückenmühle mit zu den Oscar Dietrichschen Papierfabriken. Der Mühlengraben wurde 1970 verfüllt. Bis 1992 wurden die Gebäude der ehemaligen Papierfabrik noch von der Getreidewirtschaft genutzt. Nachdem es auf dem Gelände mehrfach zu Bränden gekommen war, entschied man sich ab 2008 die Gebäude abzureißen. Einzig die Ruine der Brückenmühle ist erhalten geblieben. Da das Gelände im Hochwassergebiet liegt, ist keine neue Bebauung vorgesehen.

### Inschrift
Aus der Zeit der Herzöge von Sachsen-Weißenfels stammt der Wappenstein, der sich immer noch über dem ehemaligen Portal der Mühle befindet. Die Inschrift ist zum großen Teil so stark verwittert, dass sie nicht mehr lesbar ist. Einzig rechts unten ist DCLXXV zuerkennen, womit der Stein auf das Jahr 1675 datiert wird. In einer Dokumentation aus dem Jahr 1925 befinden sich aber Abbildungen aus den Jahren 1633, 1650, 1693 und 1871. Dort ist auch unter anderem der Wappenstein zuerkennen und die Inschrift ist lesbar. Sie lautet:
| DIVINAE GRATIA PERMISSU ET AUGUSTISSIMI PATREATRIS DOMINI AUGUSTI RIM.GERM.ET DUC.SAX.KIL.CLIV.ET.MONT IUSSU MOLEND: HOCA PONTE COGNOMINATUM ANNO MDXCIII EXSTRUCTUM NUNCEFUND.SUIS RESTAUR USUI PUBLICO RESTITUEBATUR | SUB INSPECTIONE SERENITATIS SUAE REDIT DUCAL VECTIGAUMO IN DISTRICTU LEUCOPETREN PRAEEECTI IOH.GEORGI SCHAMMEL PER MOLITOREM ET OPERIS HUIUS STRUCTOR IOH.RATZMANN ANNO MDCLXXV |